# Jordan Zimmermann
Jordan M. Zimmermann, ameriški poklicni bejzbolist, * 23. maj 1986, Auburndale, Wisconsin, ZDA.
Zimmermann je poklicni začetni metalec in trenutno član moštva Detroit Tigers. Pred sezono 2009 ga je Baseball America ocenila za najbolj obetavnega igralca v organizaciji.

## Ljubiteljska kariera
Študiral je na univerzi University of Wisconsin-Stevens Point. Na naboru lige MLB leta 2007 ga je v 2. krogu izbrala ekipa Washington Nationals. 
Leta 2008 je na stopnjah High-A in Double-A zbral deset zmag in tri poraze, povprečno dovoljeval 2,89 teka in zaigral na ligaški Tekmi vseh zvezd. Sezono je končal kot najboljši v organizaciji v zmagah, izločitvah z udarci, povprečju dovoljenih tekov in tako postal Metalec leta kluba Washington Nationals po mnenju MiLB.com.

### Nabor metov
Zimmermann v glavnem uporablja tri vrste metov: 4-šivno hitro žogo (148-152 km/h ; doseže tudi 156 km/h), drsalca, ki mu ljubkovalno pravi »majhna vrezana žoga« (135-141 km/h) in oblinarko (122-127 km/h). Občasno proti levičarjem uporabi še 2-šivno hitro žogo in krožnega spremenljivca.